# Amadou Touré
Amadou Touré (ur. 27 września 1982 w Bużumburze) – burkiński piłkarz grający na pozycji pomocnika.

## Kariera klubowa
Karierę piłkarską Touré rozpoczął w klubie US Comoe. W jego barwach zadebiutował w 1999 roku w pierwszej lidze burkińskiej. W 2000 roku odszedł do ASFA Yennega ze stolicy kraju Wagadugu. W 2001 i 2002 roku zdobył Puchar Liderów Burkiny Faso, a w 2002 roku wywalczył też mistrzostwo i Superpuchar Burkiny Faso.
W 2002 roku Touré odszedł do francuskiego czwartoligowego zespołu, Tours FC. Po roku gry w tym klubie odszedł do belgijskiego RAEC Mons i przez 3 lata grał w pierwszej lidze belgijskiej. W latach 2006–2008 był piłkarzem trzecioligowego KVC Willebroek-Meerhof, a następnie trafił do ROC Charleroi-Marchienne. Następnie grał w FC Wiltz 71, a w 2016 przeszedł do klubu Sporting Mertzig.

## Kariera reprezentacyjna
W reprezentacji Burkiny Faso Touré zadebiutował w 2000 roku. W 2002 roku był rezerwowym podczas Pucharu Narodów Afryki 2002. W 2004 roku został powołany do kadry na Puchar Narodów Afryki 2004 i wystąpił tam w 2 meczach: z Senegalem (0:0) i z Mali (1:3). Od 2000 do 2005 roku rozegrał w kadrze narodowej 22 mecze i zdobył 9 goli.